# Grégory Sciaroni
Grégory Sciaroni (Bellinzona, 7 aprile 1989) è un hockeista su ghiaccio svizzero, ala sinistra nell'Ajoie, squadra della Lega Nazionale A.

## Carriera

### Club
Dopo essere cresciuto nelle giovanili dell'HC Ambrì-Piotta, in occasione dei play-out della stagione 2006-2007 esordisce in prima squadra. Negli anni successivi di permanenza con la squadra ticinese Sciaroni alterna presenze in LNA, nella squadra Elite Juniores e nella selezione nazionale Under-20, impegnata in Lega Nazionale B.
Nel 2009 viene acquistato dall'HC Davos, squadra in cui diviene titolare a tempo pieno e con cui approda per la prima volta in carriera ai play-off del campionato svizzero di hockey su ghiaccio. Nella stagione 2010-2011 conquista il suo primo titolo nazionale. Nel 2011 vince con il Davos la Coppa Spengler. Nell'estate del 2013 rinnovò con il Davos fino al termine della stagione 2014-15.

### Nazionale
Sciaroni segna il proprio esordio in nazionale nella selezione Under-20 nel Campionato mondiale di categoria del 2007, mentre nello stesso anno con gli Under-18 partecipa ai mondiali del 2007.
Nelle due stagioni successive disputa i mondiali Under-20 del 2008, conclusosi con la retrocessione in Prima Divisione, e del 2009, in cui hanno riconquistato il Gruppo A. Nella stagione 2009-2010 per la prima volta in amichevole gioca per la nazionale maggiore.

## Palmarès

### Club
- Campionato svizzero: 3

Davos: 2010-2011, 2014-2015
Berna: 2018-2019
- Coppa Svizzera: 1

Berna: 2020-2021
- Coppa Spengler: 1

Davos: 2011

### Nazionale
- Campionato mondiale di hockey su ghiaccio Under-20 - Prima Divisione: 1

Svizzera 2009